# Graphania turbida
Graphania turbida là một loài bướm đêm trong họ Noctuidae.